# 倉科加奈
倉科加奈（日语：／ Kurashina Kana，1987年12月23日—），日本女演員。出生於熊本縣熊本市南區。所屬事務所為Sony Music Artists。

## 簡歷
熊本信愛女學院高等學校畢業。高三時（2005年），獲得「SMAティーンズオーディション2005」（Sony Music Artists青少年試鏡會）首獎，但決定先完成學業。畢業後，才前往東京發展。
2006年6月，獲選講談社「週刊少年Magazine」Miss Magazine。

## 人物
- 興趣是閱讀，專長為籃球、網球。
- 喜歡和菓子，特別是蕨餅。
- 喜歡漫畫，特別是ONE PIECE。
- 喜歡西洋音樂，日本音樂則喜歡搖滾樂團RADWIMPS。
- 喜歡看電影，喜歡的電影可以重覆看三、四次。同時有收集電影DVD的嗜好。
- 2014年10月，倉科和演員竹野內豐被週刊拍攝到兩人多次進出對方住處，其後雙方經紀公司向媒體承認交往關係。男方的經紀公司聲明稿表示兩人因合作《再一次對你求婚》相戀[3][4]。2018年11月，週刊報導兩人在7月已分手，此消息獲得雙方經紀公司承認[5]。

## 作品

### 電視劇
- 根津サンセットカフェ（TBS電視台；2006年8月 - 2007年3月）主演・カナ
- 地獄少女 第10話「悲しみの記憶」（日本電視台、靜岡第一電視台；2007年1月13日） - 飾 本田樹里
- 占い師 天尽第6話ゲスト（CBC/goo；2007年）
- エリートヤンキー三郎（東京電視台；2007年4月 - 2009年8月） - 飾 浅井春菜
- 清く恋しく、美しく（Yahoo!動画；2007年7月） - 飾 遠野夏子
- メルドラ'08 第1話「Re:了解』」（中京電視台；2008年3月20日） - 飾 福原由貴
- 枯れオヤジ〜カレセンと呼ばないで〜第5話〈ラテンの研修〉（BSフジ；2008年11月9日） - 飾 林田真奈美
- 連續電視小說ウェルかめ（NHK綜合頻道、NHK大阪放送局；2009年9月 - 2010年3月） - 主演・浜本（山田）波美
- やまない雨はない（朝日電視台；2010年3月6日） - 飾 女子高校生
- Mother （日本電視台；2010年4月 - 2010年6月） - 飾 鈴原果歩
- 海螺小姐2（富士電視台；2010年8月8日） - 飾 伊佐坂浮江
- 海螺小姐3（富士電視台；2011年1月2日）
- 爺爺25歲（TBS電視台；2010年11月） - 飾 栗原麻衣
- 僕のとてもわがままな奥さん（NHKワンセグ2） - 主演・ナオミ
- 示談交渉人 ゴタ消し 第1話（讀賣電視台；2011年1月6日） - 飾 里見愛子
- 電視劇10 フェイク 京都美術事件絵巻 第3話（NHK綜合頻道；2011年1月18日） - 飾 黒岩早苗
- 朝日電視台週五晚間連續劇 王牌酒保 glass 2（朝日電視台；2011年2月11日） - 飾 山岸由香利
- 媽媽們的戰爭（富士電視台；2011年4月 - 6月） - 飾 進藤真央
- 富士電視台週四連續劇「儘管如此也要活下去」（富士電視台；2011年7月 - 9月） - 飾 藤村五月
- 美女沒人愛（富士電視台；2011年10月 - 12月） - 飾 前田ひかり
- 王様の家（BS朝日；2011年11月2日） - 飾 峰岸はるか
- 使命與心的極限（NHK綜合頻道；2011年11月5日・12日） - 飾 真瀬望
- 妄想捜査〜桑潟幸一准教授のスタイリッシュな生活〜（朝日電視台；2012年1月 - 3月） - 飾 木村都与
- 再一次對你求婚（TBS電視台；2012年4月 - 6月） - 飾 吉城桂
- うたの家〜歌人・河野裕子とその家族〜（NHK BS Premium；2012年8月26日） - 飾 永田紅
- ヤアになる日〜鳥羽・答志島パラダイス〜（NHK BS Premium ；2012年9月30日） - 主演・山岡紗智子
- 世界奇妙物語 2012 秋之特別篇「拼桌戀人」（富士電視台；2012年10月6日） - 主演・山田スズ
- 花のズボラ飯（MBS；2012年10月 - 12月） - 主演・駒沢花
- dinner（富士電視台；2013年1月 - 3月） - 飾 辰巳沙織
- 一休和尚 (富士電視劇) （富士電視台；2013年5月5日） - 飾 月姫
- 水木しげるのゲゲゲの怪談「永仁の壺」（富士電視台；2013年8月31日） - 主演・園田美也子
- 沒有鑰匙的夢「芹葉大学の夢と殺人」（WOWOW；2013年9月1日） - 主演・二木美玖
- 算命大師說（關西電視台；2013年10月 - 12月） - 飾 只野路子
- 金曜プレステージ「森村誠一サスペンス 孤独の密葬〜翻訳家の殺人推理〜」（富士電視台；2013年11月1日） - 飾 田畑エリカ
- 珈琲屋の人々（NHK BS Premium；2014年4月 - 5月） - 飾 南野千香
- SMOKING GUN～決定的證據～（富士電視台；2014年4月 - 6月） - 飾 永友エミリ
- スペシャルドラマ「奇跡の教室」（日本電視台；2014年6月28日） - 飾 南野
- 水球不良少年（富士電視台；2014年7月 - 9月） - 飾 庄司真冬（友情出演）
- FIRST CLASS（富士電視台；2014年10月 - 12月） - 飾 須賀さくら
- ダークスーツ（NHK綜合頻道；2014年11月 - 12月） - 飾 一之瀬美砂子
- 殘念丈夫（富士電視台；2015年1月 - 3月） - 飾 榛野知里
- ドラマスペシャル「最後の証人」（朝日電視台；2015年1月24日） - 飾 小坂千尋
- 天使之刃（日语：天使のナイフ）（WOWOW；2015年2月）- 飾 早川みゆき
- 刑警七人/刑事7人（朝日電視台）- 飾 水田環
  - 第一部（2015年7月15日－9月9日）
  - 第二部（2016年7月13日－9月14日）
  - 第三部（2017年7月12日－9月13日）
  - 第四部（2018年7月11日－9月12日）
  - 第五部（2019年7月10日－9月18日）
  - 第六部（2020年8月5日－9月30日）
  - 第七部（2021年7月7日－9月15日）
  - 第八部 第1話（2022年7月13日）
- 該隱與亞伯（日语：カインとアベル (2016年のテレビドラマ)）（富士電視台；2016年10月-12月）- 飾 矢作梓
- 奥様は、取り扱い注意（日本電視台；2017年10月4日 - 2017年12月6日）- 飾 水上 知花（Episode 01）
- 正義檢事（日语：正義のセ）（日本電視台；2018年5月16日）- 飾 美咲（Episode 06）
- 世界奇妙物語 2018 春之特別篇「少年」（富士電視台；2018年5月12日） - 主演・岡林遙
- 特攝GAGAGA（NHK：2019年1月18日－3月1日） - 飾 吉田久美
- 我的事說來話長（日本電視台；2019年10月12日） - 飾 三枝明日香
- Oh! My Boss!戀愛在別冊（TBS電視台；2021年1月12日－3月16日） - 飾 蓮見理緒
- 螺旋的迷宮～DNA科學搜查～（東京電視台；2021年10月15日－11月26日） - 飾 亂原流奈
- 只是在結婚申請書上蓋個章而已（TBS電視台；2021年10月19日－12月21日） - 飾 百瀨美晴／野上香菜
- 生命的接力棒（日语：命のバトン 〜赤ちゃん縁組がつなぐ絆〜）（NHK BS1；2021年11月18日） - 飾 成瀨千春
- 正直不動產（NHK：2022年4月5日－6月7日） - 飾 花澤涼子
  - 正直不動產 特別篇（2024年1月3日）
  - 正直不動產2（2024年1月9日－3月12日）
- 穴界風雲 （DMM TV：2023年9月22日－2023年11月24日）- 飾 久田佳子
- 在寂寞山丘上狩獵（日语：寂しい丘で狩りをする）（東京電視台：2022年4月23日－6月11日） - 主演・桑村綠
- 隔壁的男人很會吃（日语：隣の男はよく食べる）（東京電視台：2023年4月12日－6月29日） - 主演・大河内麻紀
- Great Gift（朝日電視台：2024年1月18日－3月14日）- 飾 安曇杏梨
- 坡上的紅色屋頂（日语：坂の上の赤い屋根）（WOWOW：2024年3月3日－31日）- 飾 小椋沙奈
- 通靈阿初顫動岩（日语：霊験お初捕物控）（朝日電視台：2024年5月4日）- 飾 内藤りえ / 大野屋りえ
- Buntman（日语：バントマン）（東海電視台・富士電視台：2024年10月12日－12月21日）- 飾 根鈴華
- 【我推的孩子】（Amazon Prime Video：2024年12月20日）- 飾 齊藤美彌子
- TRUE COLORS（NHK BS Premium 4K・NHK BS：2025年1月5日－）- 主演・立花海咲

### 電影
- GROW 愚郎（2007年上映）- 飾 雅美
- 極速小綿羊（2008年上映）- 飾 鏑木美緒
- 我和條子的700天戰爭（2008年上映）- 飾和美
- 砂時計（2008年上映）- 飾 朝田リカ
- 花子の日記〜ビーフのキョーフ物語〜（2011年上映）
- ヒカリ、その先へ（2010年上映）- 飾 きい
- 夢売るふたり（2012年上映）- 飾 佐伯綾芽
- みなさん、さようなら（2013年上映）- 飾 緒方早紀
- 遠くでずっとそばにいる（2013年上映）- 飾 志村朔美
- ジ、エクストリーム、スキヤキ（2013年上映）- 飾 楓
- 珍遊記（2016年上映）- 飾 玄奘
- 3月的獅子（2017年上映）- 飾 川本明里
- 【我推的孩子】（2024年上映）- 飾 齊藤美彌子

### 動畫劇場版
- 七大罪劇場版：被光詛咒的人們(2021年上映) - 聲 最高神

### 短片
- koganeyuki（2009年上映）- 主演 里佳

## 外部連結
- 倉科加奈官網 （页面存档备份，存于）
- 倉科加奈個人Blog （页面存档备份，存于）
- 倉科加奈的Instagram帳戶